# Lars Gramén

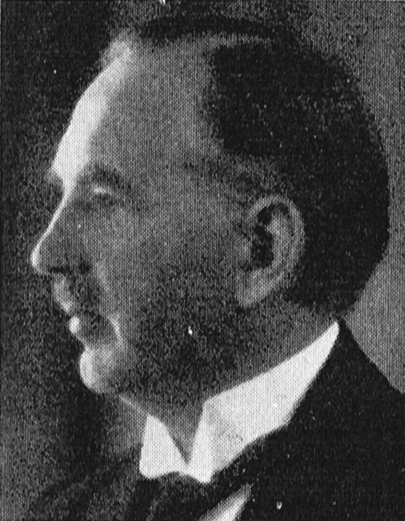
Lars Gramén

Lars Nilsson Gramén, född 17 maj 1877 i Holmby församling, Malmöhus län, död 14 september 1937 i Danderyds församling, Stockholms län, var en svensk arkitekt.

## Biografi

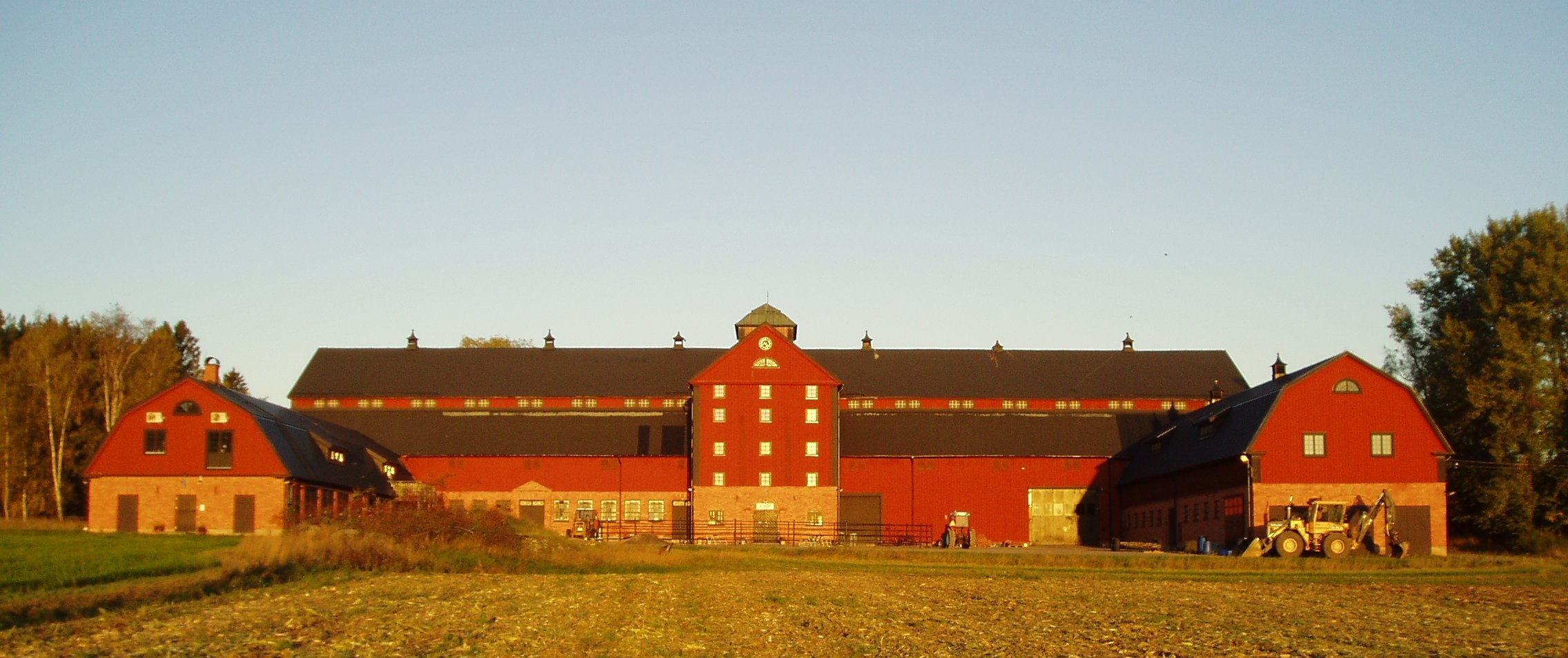
Ekonomibyggnad vid Kalvandö gård, Värmdö kommun

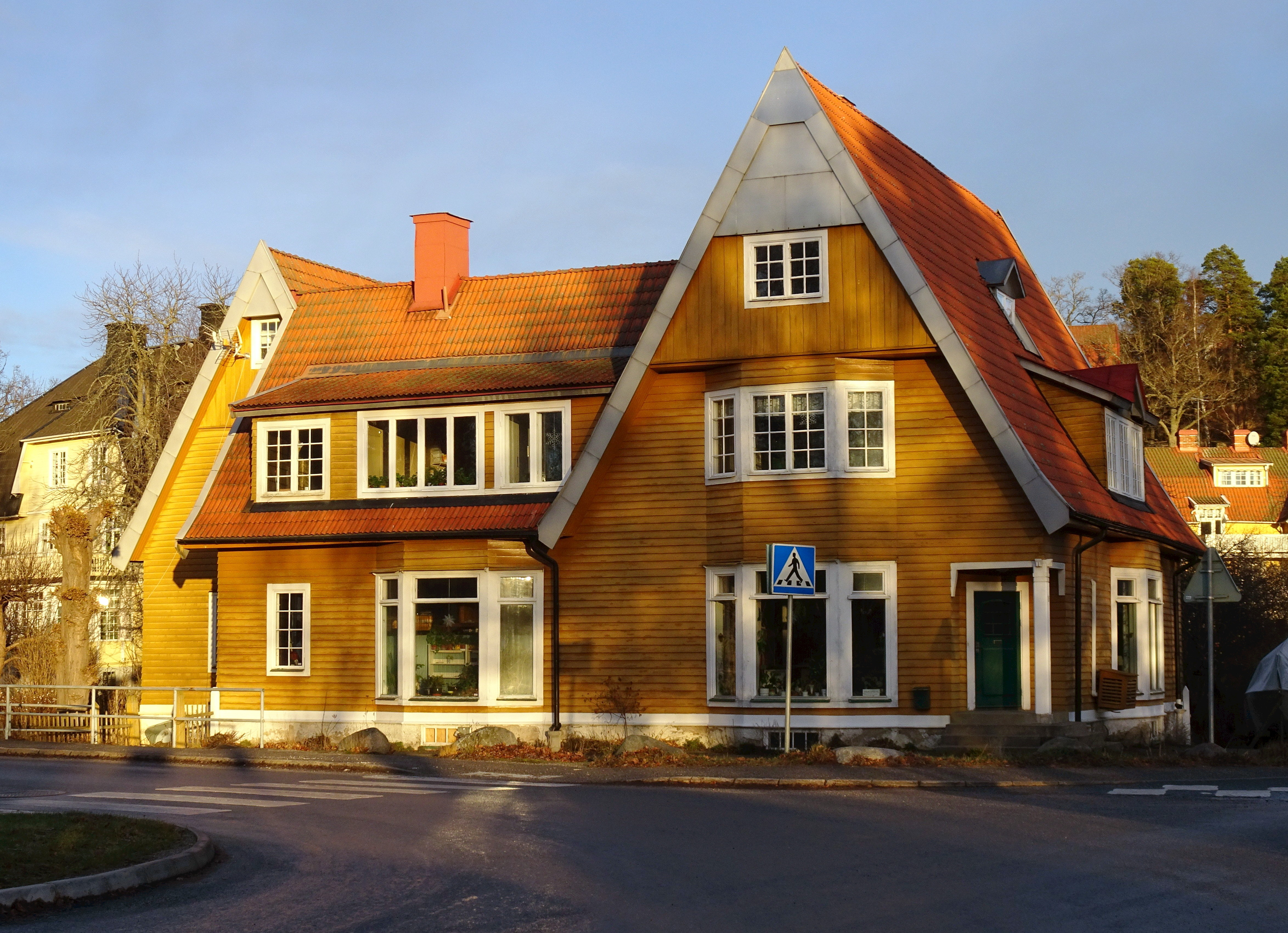
Villa vid Pålnäsvägen 1, Saltsjöbaden.

Gramén bedrev tekniska studier i Sverige och absolverade arkitekturavdelningen på Technikum i Strelitz, Tyskland, 1902–04. Han var anställd på arkitektbyråer i Lund, Norrköping och Stockholm, var föreståndare för Sveriges allmänna lantbrukssällskaps byggnadsbyrå i Stockholm från 1917 och bedrev konsulterande arkitektverksamhet för lantmanna- och kommunala byggnader. 
Gramén utförde ritningar till bland annat ekonomibyggnader vid Ulvhult (1918), Vambåsa (1928), lantbruksskolan i Umeå (1926), folkskolor i Rickomberga (1923) och i Sveg (1926), corps de logi i Rangeltorp (1919), i Valla (1929), ekonomibyggnader vid Kalvandö (1929), vid Tågarps säteri (1931) och ålderdomshemmet i Österåker (1931).